# 동독 국가인민군
국가인민군(독일어: Nationale Volksarmee, NVA)은 독일 민주 공화국(동독)의 군대다.

## 역사

### 창설
국가인민군(이하 동독군)은 1956년 3월 1일에 창설되었다. 동독군의 뿌리는 1952년에 창설된 병영화된 인민경찰(KVP)이다. NVA는 직업군인으로 일하는 모병제가 1962년 1월 24일, 징병제 발표 이전까지 시행되었다. 징병은 18세에서 26세의 성인 남성을 위주로 징병했으며, 최소 복무기간은 18개월이었다. 과감히 구 나치 독일이나 귀족들의 잔제를 청산하면서도, 나치 독일의 군복과 철모를 조금 변환해서 사용하는 등, 구 독일 국방군의 문화를 많이 유지했다. 창설 첫해에 동독군 장교의 27%가 구 독일 국방군 출신이였고 6년동안은 모병제를 유지해오다가 징병제를 통해서 1962년에 17만 명의 병력을 보유하게 되었다. 60년대에 제2차 세계 대전에 참전한 경력이 있던 병력들은 퇴역하게 되었다.

### 냉전기
동독군은 공산권과 관련한 전투에 직접적으로 참여하진 않았지만 바르샤바 조약군의 체코슬로바키아 침공 당시 바르샤바 조약군의 진압 임무를 지원했으며 아프리카에 군사 고문단을 파견하였다. 프라하의 봄 당시 동독은 7전차사단과 11차량화소총사단을 파견해 소련군을 지원할 계획을 세웠지만 2차대전 이후 처음으로 독일 군대가 타국을 침공했다는 국제적 비판이 우려되어서 실행되지는 않았다. 대신 소련군의 병참을 지원하였다.
1970년대부터 1980년대까지 동독군은 전투 준비(Gefechtsbereitschaft)에 들어갔는데 북대서양 조약 기구가 잠수함발사 탄도유도탄과 같은 막강한 병기들을 잇달아 전개했기 때문이다. 결국 동독군의 85%는 끊임없는 경보에 시달리며 25~30분 안에 그들의 주둔지에서 5~7km를 벗어나는 훈련을 했다. 동원령은 이틀 안에 완료될 것으로 예상되었다.
1970년대 초에 주동독 소련군 최고 사령부는 전시 동독군의 서베를린 점령에 할당했다. '작전명 도심'으로 명명된 작전에서는 두 개 사단으로 이루어진 32,000여 명의 병력들이 주동독 소련군 6독립근위차량화소총여단과 함께 서베를린을 장악하자는 내용이였다. 390여 대의 전차, 400여 대의 장갑차, 400여 기의 대전차화기, 450여 문의 포병 전력이 동원되는 것으로 계획되었으며, 해당 작계(작전 계획)은 1988년까지 갱신되었다.
1980년부터 벌여진 폴란드의 노동 운동으로 1981년에 동독군은 소련의 폴란드 침공시 소련군을 지원할 계획을 했지만 1981년 12월 13일 폴란드 수상 보이치에흐 야루젤스키가 계엄령을 선포하면서 일단락되었다.
동독군이 비상 전투태세를 발령했을 때는 1961년 베를린 장벽건설, 1962년 쿠바 미사일 위기, 1968년 바르샤바 조약군의 체코슬로바키아 침공 그리고 1989년이였다.

### 대체복무제와 신념에 의한 병역거부
동독에서는 종교적 이유 이외에는 군 복무를 대체할 만한 근무는 없었으나, 1964년 바우졸다텐(건설단)이 대체근무를 할 수 있도록 창설되었다. 건설단은 주로 군사시설 건설에 동원되었고, 몇몇은 병원이나 기타 사회 봉사에 동원되었다. 그러나 건설단으로 군 복무 하게 되면, 일하는 동안은 물론 군복무를 마치고 나서도 불이익이 많았다. 신념에 의한 병역 거부 또한 불법이었고, 군 복무 기간만큼 복역해야 했다. 때로 그들은 신념에 의한 병역거부를 허용하는 서독으로 탈출하기도 했다. 건설단은 조직도나 그 기능이 조선민주주의인민공화국의 속도전 청년돌격대와 매우 유사한 형태이다.

### 독일 통일 이후
1990년, 동독군은 서독의 독일 연방방위군(Bundeswehr)에 편입되었다. 하지만 1:1 통합은 아니어서 대다수의 현역 장교들은 그들의 임무를 중단해야 했고, 설사 편입된다 하더라도 대부분 1 계급 강등과 함께 임금도 삭감되는 불이익을 받았다. 대부분의 막사는 폐쇄되었고, 많은 동독군의 장비는 다른 국가의 군대로 수출되었다.
1990년 당시 구 동독군의 장비와 수량은 다음과 같다.
- 767대의 항공기(MiG-29 24대 포함)
- 208척의 군함
- 2,761대의 전차
- 13만 3,900대의 차륜형 차량
- 2,199문의 포병
- 137만 6,650정의 화기
- 30만 3,690톤의 탄약
- 1만 4,335톤의 연료와 세제

## 편제
동독군은 4개의 주요 편제가 있었는데, 다음과 같다:
- 12만의 국가인민군 육군(Landstreitkräfte)
- 16,300명의 인민해군(Volksmarine)
- 39,000명의 국가인민군 공군 및 방공군(Luftstreitkräfte/Luftverteidigung)
- 50,000명의 독일민주공화국 국경부대(Grenztruppen der DDR) - 정확히는 국가인민군 편제는 아니다. 동독 내무부 직할부대였다.

## 제복
나치를 상징하는 하켄크로이츠 등의 휘장이 폐지되고, 간부용 정모 크라운의 디자인이 소련식을 참고한 디자인으로 변경된 것 외에는 대체로 나치 시대. 독일 국방군 군복 디자인을 유지하였다. 독특한 형태로 유명한 철모 또한 제2차 세계 대전 말기에 독일 국방군이 시험적으로 일부 도입했던 철모 디자인을 사용한 것이다. 독일 통일 이후 중고품으로 방출된 동독 군복이 나치 시대 군복으로 개조되어 군사 매니아들에게 팔리는 일이 종종 있다.

### 계급
| 동독군의 장군계급 | 동독군의 장군계급 | 동독군의 장군계급 | 동독군의 장군계급 | 동독군의 장군계급 |
| 원수              | 대장              | 상장              | 중장              | 소장              |
| ----------------- | ----------------- | ----------------- | ----------------- | ----------------- |
|                   |                   |                   |                   |                   |

| 동독군의 장교계급 | 동독군의 장교계급 | 동독군의 장교계급 | 동독군의 장교계급 | 동독군의 장교계급 | 동독군의 장교계급 | 동독군의 장교계급 |
| 대령              | 중령              | 소령              | 대위              | 상위              | 중위              | 소위              |
| ----------------- | ----------------- | ----------------- | ----------------- | ----------------- | ----------------- | ----------------- |
|                   |                   |                   |                   |                   |                   |                   |

| 동독군의 준사관계급 | 동독군의 준사관계급 | 동독군의 준사관계급 | 동독군의 준사관계급 |
| 1등상급준위         | 2등상급준위         | 3등상급준위         | 준위                |
| ------------------- | ------------------- | ------------------- | ------------------- |
|                     |                     |                     |                     |

| 동독군의 하사관계급 | 동독군의 하사관계급 | 동독군의 하사관계급 | 동독군의 하사관계급 | 동독군의 하사관계급 |
| 참모상사            | 상급상사            | 상사                | 중사                | 하사                |
| ------------------- | ------------------- | ------------------- | ------------------- | ------------------- |
|                     |                     |                     |                     |                     |

| 동독군의 병사계급 | 동독군의 병사계급 | 동독군의 병사계급 |
| 참모병장          | 병장              | 병                |
| ----------------- | ----------------- | ----------------- |
|                   |                   |                   |

## 대 나토 전쟁에서 동독군의 임무
중부에서 동독군이 소련군과 함께 루르 지역과 프랑스의 알자스-로렌 지방까지를 목표로 진격하기로 했다. 동독군은 보고서에 의하면 타 바르샤바 조약 가맹군에 비해서 나토 가맹국들을 상대할 때 상대적으로 전투의지가 크다고 할 수 있었다. 하지만 서독군을 상대할 때는 사기가 매우 저하된다고 예측되었다.

## 같이 보기
- 국가인민군 공군
- 국가인민군 육군
- 인민해군
- 동독 국경부대
- 동독의 신념에 의한 병역거부자
- 노동자 전투단
- 국가인민군 공로메달
- 주동독 소련군